# フィールドコード
フィールドコードとはMicrosoft Wordなどにつけられる発行時刻、コメント、ユーザー名、住所など、各種の情報をフィールドとして文書に貼り付ける機能。主に差し込み印刷などで利用される。
HELPとしては「オートメーションとプログラマビリティ」に入っている。
VBSなどによって外部からも情報を取り出せる。